# Moscow Raceway

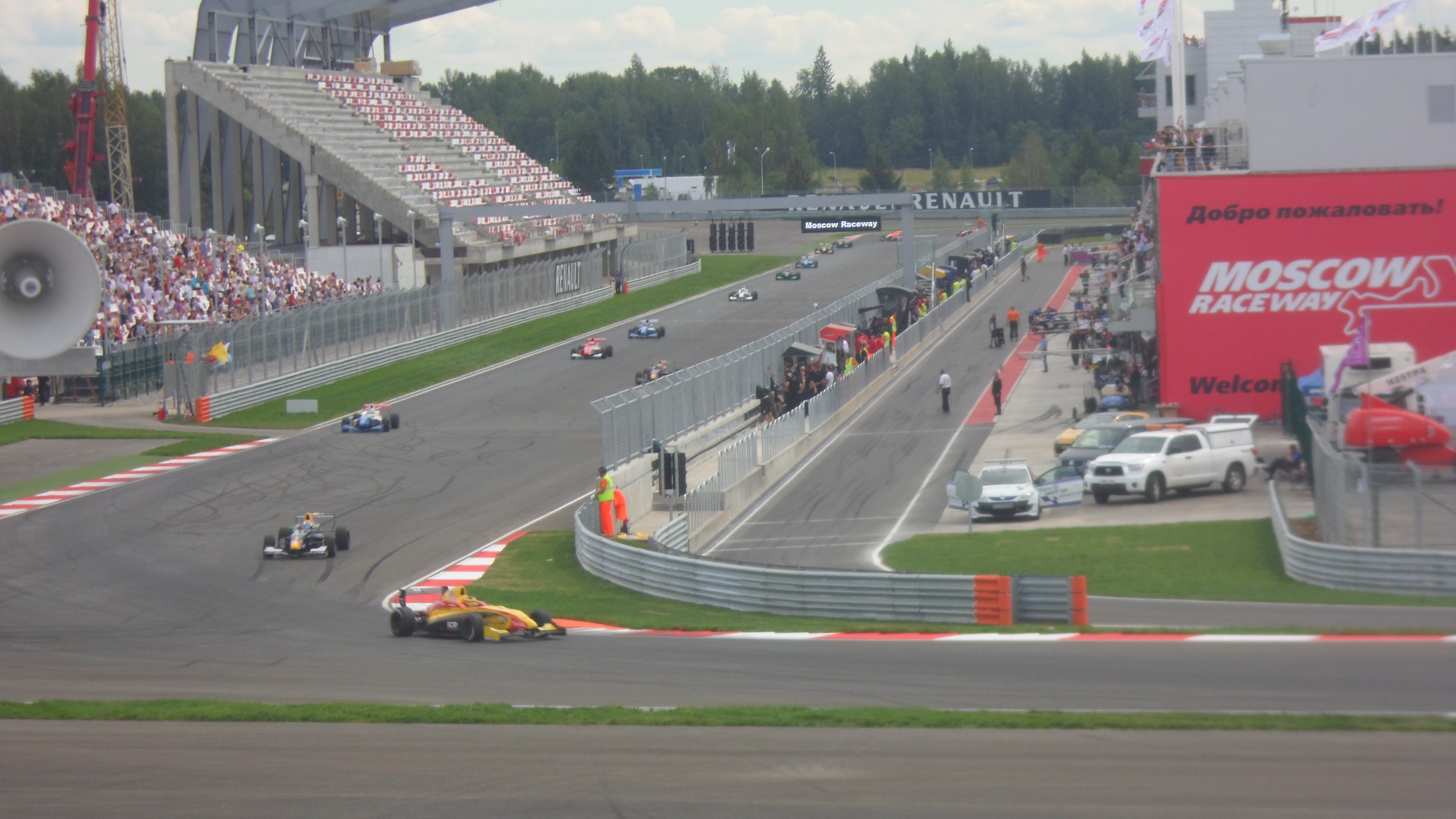
Reta principal do autódromo.

O Moscow Raceway é um autódromo localizado em Volokolamsk, no Oblast de Moscou na Rússia, foi inaugurado em 13 de julho de 2012 em uma corrida da World Series by Renault, o circuito possui 4 diferentes leiautes de traçado.